# Amphiacusta salticus
Amphiacusta salticus är en insektsart som beskrevs av Otte, D. 2006. Amphiacusta salticus ingår i släktet Amphiacusta och familjen syrsor. Inga underarter finns listade i Catalogue of Life.